# محافظة لامفون
 محافظة لامفون (بالتايلاندية: ลำพูน) و (بالإنجليزية: Lamphun)‏ هي محافظة تقع في شمال تايلاند تحدها محافظات تشيانغ مي ولامبانغ وتاك

## الجغرافيا
تحيط جبال بمحافظة لامفون تبعد محافظة لاممفون عن العاصمة بانكوك ما يقارب 670 كيلومترا و 26 كيلومترا عن محافظة تشيانغ مي

## التاريخ
الاسم القديم للمحافظة كان هاربيونتشاي التي كانت تتبع مملكة مون في فترة مملكة دفارافاتي وحتى القرن الثاني عشر جاء الحصار من إمبراطورية الخمير حتى ضمت المنطقة إلى مملكتها ثم المنطقة تبعت بورما بعد أن توسعت في القرن السادس عشر واستمرت هذه السيطرة ما يقارب القرنين وفي القرن الثامن عشر ظهرت مملكة أيوتايا واستطاعت ضم المنطقة لمملكتها كحليف وفي القرن التاسع عشر أصبحت لامفون جزءا من سيام كمقاطعة وليس كتحالف.

## التقسيمات الادارية
تنقسم المحافظة إلى 8 مقاطعات رئيسية و 51 بلدية و 551 قرية.
| 1. موانج لامفون 2. ماي تاي 3. بان هونغ 4. لي | 1. ثانغ هيا تشانغ 2. با سانغ 3. بان تا 4. وانغ نونغ لونغ |